# Antonio Brú
Antonio Brú Espino (Madrid, 1962) es un físico español, licenciado en la Universidad Complutense de Madrid y decano de matemáticas de dicha Universidad.
Desde 1990 hasta 2002 trabajó en el CIEMAT (Centro de Investigaciones Energéticas, Medioambientales y Tecnológicas) en Madrid.
Entre 2002 y 2005 trabajó en el CSIC (Consejo Superior de Investigaciones Científicas).
Desde 2003 es profesor en el Departamento de Matemáticas Aplicadas de la Universidad Complutense de Madrid y en enero de 2018 es nombrado Decano de la Facultad de Matemáticas en dicha Universidad.

## Investigación sobre el cáncer
En 1993, Antonio Brú comenzó sus investigaciones sobre la dinámica del crecimiento tumoral.
En mayo de 2005, la Universidad Complutense realizó un comunicado de prensa donde puso en conocimiento la inminente publicación del artículo científico «Regulation of neutrophilia by granulocyte colony-stimulating factor: a new cancer therapy that reversed a case of terminal hepatocellular carcinoma», de Antonio Brú y su equipo, en la revista Journal of Clinical Research.
Este anuncio creó una fuerte controversia en la clase médica, medios de comunicación y opinión pública, ya que afirmaba que el cáncer avanzado se podría tratar y curar si se consigue una inflamación peritumoral persistente y duradera, a base de neutrófilos, utilizando un factor de crecimiento de neutrófilos (G-CSF) usado ya en oncología para recuperar los niveles de estas células sanguíneas tras la quimioterapia.
El hecho de que Antonio Brú fuese un profesor de la Universidad Complutense, que hubiesen colaborado previamente con él investigadores del CSIC (Consejo Superior de Investigaciones Científicas) y del Hospital Clínico San Carlos de Madrid y que la teoría que él postulaba era una mezcla de física y biología, hizo que la noticia alcanzase una gran transcendencia mediática al asegurar que el enfermo desahuciado había vuelto a trabajar, que había otro caso exitoso en vías de publicación y que, por tanto, el éxito de su terapia era hasta la fecha del 100 % (dos tratados, dos curados). Ello hizo que muchos enfermos de cáncer en situación terminal reclamasen el tratamiento a sus médicos en forma compasiva o recurriesen a la automedicación.
La base teórica y experimental que sustenta la hipótesis procede de estudios de físicos y de la valoración del crecimiento de colonias de células tumorales in vitro e in vivo. El crecimiento de las colonias, según sus investigaciones, tiene unas características determinadas:
- Su dinámica se debe principalmente al contorno de las células y la tendencia de una célula para duplicar la interfaz es una función de la curvatura local.[5]
- Todas las colonias celulares estudiadas mostraron exactamente la misma dinámica de crecimiento que corresponden a la epitaxia de haces moleculares la clase de universalidad (MBE). La dinámica de MBE se caracterizan por 1) una tasa de crecimiento lineal, 2) la restricción de la proliferación celular a la colonia de la frontera del tumor, y 3) la difusión de la superficie de las células en el borde de crecimiento.[6]
- El crecimiento del tumor es un fenómeno superficial MBE en el que la difusión en la superficie es el factor determinante. Los informes de experimentos realizados en ratones muestran que esta dinámica puede cambiar al estimular la respuesta inmune, que indujo la fuerte neutrofilia alrededor del tumor. Los neutrófilos obstaculizan tanto la difusión de la superficie celular e indujo una nueva dinámica compatible con el lento apagado, el trastorno Edwards clase universalidad Wilkinson. También fueron vistos efectos clínicos importantes, incluyendo necrosis tumoral notablemente alta (alrededor del 80 % al 90 % del tumor), un aumento general del tiempo de supervivencia, e incluso la eliminación total de algunos tumores.[7]

Antonio Brú y su equipo describen cómo todas las células crecen siguiendo un mismo patrón, al que denominan «dinámica universal del crecimiento tumoral». Esta dinámica puede ser expresada según una ecuación que describe el proceso de crecimiento. Una de las características críticas de esta ecuación es la actividad que las células tienen en el borde de la colonia tumoral. Antonio Brú descubrió que estas células se movían en busca de espacio entre la rugosidad del propio borde tumoral, situación más propicia para el crecimiento. De ahí supuso que rellenando este espacio con otras células (neutrófilos) podría impedir la movilidad de las células tumorales encapsulándolas, pasando de un estado proliferativo a un estado quiescente y, por fin, a la necrosis. Hay que puntualizar que según la «dinámica universal del crecimiento tumoral», el tipo de tumor sólido en sí no es lo importante, ya que todos crecen de la misma manera, aunque con distintos coeficientes de crecimiento. Esta hipótesis es contraria a la aceptada hoy en día por la oncología convencional en dos puntos: el tipo de crecimiento, que generalmente se considera exponencial y Antonio Brú habla de lineal; y el principal motivo para ese crecimiento, que es la búsqueda de nutrientes y Antonio Brú habla de espacio.
Aunque Antonio Brú ha solicitado públicamente la realización de ensayos clínicos independientes para confirmar los resultados, estos no se han llegado a realizar. Se habló de que en el hospital Ramón y Cajal de Madrid se llevarían a cabo dichos ensayos sobre 25 enfermos, pero el comité ético no encontró satisfactoria la documentación aportada y el hospital se retiró del ensayo antes incluso de que Antonio Brú lo rechazara.
En 2007 el equipo encabezado por Antonio Brú presentó una nueva propuesta de ensayo clínico en la Fundación Puigvert de Barcelona, esta vez para tumores de próstata, pero nuevamente fue denegada, como se explica en la última carta de Antonio Brú dirigida a la opinión pública.
En diciembre del 2009, Europa Press
y SINC (servicio de información y noticias científicas)
informan del artículo publicado por este equipo en Medicinal Research Reviews, bajo el título: "Polymorphonuclear neutrophils and cancer: Intense and sustained neutrophilia as a treatment against solid tumors"  y donde hacen una recopilación exhaustiva de todos los experimentos publicados en los últimos 40 años en relación con el papel de los leucocitos neutrófilos y el crecimiento tumoral. (A enero del 2015, con 30 citas index).
A principios del 2010 se publica en Hindawi Mediators of Inflammation, titulado: "Tumour Cell Lines HT-29 and FaDu Produce Proinflammatory Cytokines and Activate Neutrophils In Vitro: Possible Applications for Neutrophil-Based Antitumour Treatment" donde se informa que las citotoxinas de las líneas celulares del adenocarcinoma colorrectal y carcinoma escamoso de faringe, son sensibles como focos de inflamación y adhesión de los neutrófilos (PMN) a las células tumorales.
A finales del 2014 publicó un artículo en Nature, Scientific Reports, titulado: "Scaling in complex systems: a link between the dynamics of networks and growing interfaces"  En este trabajo se establece un vínculo entre la evolución de redes complejas y los procesos dinámicos que evolucionan bajo la acción de la aleatoriedad y desarrollar interfaces ásperas. A pesar de los detalles particulares que los hacen diferentes, estos sistemas se pueden clasificar en clases de universalidad para obtener una comprensión global de sus propiedades.

## Críticas
Las investigaciones de Antonio Brú han sido acogidas con gran escepticismo dentro de la comunidad oncológica española. Surgieron dudas sobre la realidad del caso publicado y solidez de la teoría que sustentaban el efecto antitumoral del G-CSF.
Las críticas más habituales han sido:
- La teoría es inverosímil y no está demostrada en fase preclínica, ya que el número de animales utilizado es muy inferior al de un estudio medio y el tipo de tumor analizado no tiene equivalencia en humanos.[20] Esta razón ha sido esgrimida por Fundación Puigvert de Barcelona para rechazar una propuesta de ensayo clínico en pacientes con cáncer de próstata solicitada por Antonio Brú.[21]
- Antonio Brú no es médico y, según representantes de la SEOM y la AECC, la investigación clínica en Oncología (es decir, en este caso el seguimiento del paciente con cáncer hepático) debe ser realizada por médicos especializados.[22][23]
- Según Eduardo Díaz Rubio, jefe del Servicio de Oncología Médica del Hospital Clínico San Carlos (Madrid) en 2005, dudaba de la credibilidad del caso y subrayaba que habría que hacer una auditoría para ver "si realemente se trataba de un cáncer". De momento, añadía, "sólo sabemos lo que dice el autor, que es matemático, no médico".[24]
- Joaquín Arribas, jefe de Investigación Oncológica del Instituto de Investigación Vall d'Hebron de Barcelona en 2005 argumentaba que el nivel de la revista es una manera de someterte a la crítica de tus compañeros, por lo que si el resultado fuese realmente tan espectacular hubiese aparecido en una publicación de mayor categoría.[24]
- El G-CSF se ha venido suministrando a los pacientes de cáncer más de una década sin que se hayan observado propiedades curativas.[25]
- Sólo ha investigado dos casos y publicado uno sin biopsia. Un solo paciente no constituye un experimento clínico, ya que los resultados pueden deberse a otros factores, desde un error en las radiografías del sujeto, hasta que el diagnóstico inicial fuese erróneo, pasando por una remisión espontánea del tumor, un fenómeno que vemos a veces en ciertos tumores y por lo tanto no es suficiente para extraer conclusiones, indica el Dr. Cubedo, asesor en 2005 de la sección de oncología del diario "el mundo" [24]
- "Un paciente no es un sistema experimental que podamos controlar, como un ratón",comenta Arribas, "y para valorar cualquier resultado es necesario hacer ensayos con muchos pacientes"..[24]

La terapia propuesta por Antonio Brú no ha sido validada científicamente, a causa de las múltiples trabas administrativas que se han encontrado el equipo y esta investigación en España. En las críticas, Antonio Brú esperaba encontrarse refutaciones científicas fundamentadas, pero desde el primer día recibió ataques de la clase oncológica española, reiterados ataques mediáticos,,, (el último respondido por Brú), cancelaciones de conferencias.
Y a pesar de que el presidente de la SEOM en aquella fecha, Antonio Antón, aplaudía la noticia y decía que sin duda merecía la pena un ensayo clínico más tarde comenzó a verter duras críticas. A los pocos días, la SEOM (Sociedad Española de Oncología Médica), la AECC (Asociación Española Contra el Cáncer), así como los máximos responsables de la oncología en España comenzaron a verter duras críticas contra la propuesta del señor Brú, ya que según ellos, sus hipótesis carecen de base científica.
Según las declaraciones del propio Antonio Brú en su página web, las revistas Dsalud y Revista Fusión, los ensayos clínicos solicitados han sido denegados por los oncólogos españoles y los grupos afines, y la investigación independiente podría paralizarse por falta de apoyo financiero.
No consta en ninguna publicación matemática que las premisas o los resultados de Brú sean incorrectos, aunque las conclusiones derivadas de estas se cuestionan en algunas publicaciones de Medicina y Biofísica y a las que Antonio Brú y equipo no dudan en responder
Para The Lancet Oncology o para la prestigiosa y reconocida matemática Natalia L. Komarova, en su artículo "Mathematical modeling of tumorigenesis: mission possible", tales conclusiones son ampliamente valoradas y aplaudidas.
Antonio Brú ha solicitado públicamente la realización de ensayos clínicos que confirmen sus descubrimientos y ha repetido en diversas ocasiones que hasta el momento no ha tenido ni una sola crítica de carácter científico, ni siquiera para denegarles proyectos y que le hubiera gustado que se generase una discusión científica honesta, que sin duda, hubiera sido enriquecedora para todos.

## Situación actual de su investigación contra el cáncer
En abril del 2017, con el artículo publicado en Physica A: Statistical Mechanics and its Applications, titulado: "Visibility to discern local from nonlocal dynamic processes", revelan la necesidad de encontrar nuevos algoritmos para detectar características que pasan inadvertidas al análisis de escalado clásico en KPZ y EW. 
Más recientemente, en noviembre de 2018, Antonio Brú junto al equipo de médicos e investigadores, publican "Study of tumor growth indicates the existence of an “immunological threshold” separating states of pro- and antitumoral peritumoral inflammation" en la revista PloS One, donde revelan la existencia del "umbral inmunológico", que marca el límite entre los estados en los que la inflamación peritumoral es dañina o beneficiosa. Estos hallazgos apoyan la idea de que la estimulación de la inflamación peritumoral intensa podría usarse como un tratamiento contra los tumores sólidos.
En diciembre del 2018, en la revista Mathematical Biosciences, se publica "An extended Moran process that captures the struggle for fitness"
Y en febrero del 2019, se da a conocer "Antitumoral effect of maintained neutrophilia induced by rhG-CSF in a murine model of pancreatic cancer"  publicado en Nature, Scientific Reports. El presente trabajo examina el efecto antitumoral de la neutrofilia mantenida inducida a través de la inyección de rhG-CSF en un modelo murino de cáncer pancreático subcutáneo Panc-1 vs la administración de gemcitabina y el informe de un claro efecto antitumoral del rhG-CSF cuando se usa en monoterapia contra el cáncer de páncreas
A fecha de marzo de 2019, tanto Antonio Brú como su equipo multidisciplinar, siguen investigando.

## Artículos publicados en revistas científicas
- Antonio Brú; Juan Manuel Pastor; Isabel Fernaud; Isabel Brú; Sonia Melle; Carolina Berenguer (1998). «Super-Rough Dynamics on Tumor Growth». Physical Review Letters 81 (18). 0031-9007.
- Brú, A.; Albertos, S.; Subiza, J.L.; López García-Asenjo, J. A.; Brú, I. (2003). «The Universal Dynamics of Tumor Growth». Biophysical Journal 85. 0006-3495, p. 2948-–2961.
- Brú, A.; Casero, D. (2003). «Anomalous scaling of multivalued interfaces». Europhysics Letters 64 (5). p. 620–626.
- Brú, A.; Albertos, S.; López García-Asenjo, J. A.; Brú, I. (2004). «Pinning of Tumoral Growth by Enhancement of the Immune Response». Physical Review Letters 92 (23). 0031-9007, p. 238101-1 -- 238101-4. Archivado desde el original el 5 de marzo de 2016. Consultado el 29 de abril de 2013.
- Brú, A.; Albertos, S.; Subiza, J.L.; López García-Asenjo, J. A.; Brú, I. (2005). «Reply to Comments by Buceta and Galeano Regarding the Article "The Universal Dynamics of Tumor Growth"». Biophysical Journal 88. p.3737–3738.
- A. Brú; S. Albertos; F. García-Hoz; I. Brú (2005). «Regulation of neutrophilia by granulocyte colony-stimulating factor: a new cancer therapy that reversed a case of terminal hepatocellular carcinoma». Journal of Clinical Research 8 (9-13). (archivo subido a Google, open access). (enlace roto disponible en Internet Archive; véase el historial, la primera versión y la última).
- Brú, A.; Casero, D. (2006). «The effect of pressure on the growth of tumour cell colonies». Journal of Theoretical Biology 243 (2). 0022-5193, p. 171--180. (enlace roto disponible en Internet Archive; véase el historial, la primera versión y la última).
- Brú, Antonio; Herrero, Miguel A. (2006). «From the physical laws of tumor growth to modeling cancer processes». Mathematical Models and Methods in Applied Sciences 16 (7S). 0218-2025, p. 1199--1218. (enlace roto disponible en Internet Archive; véase el historial, la primera versión y la última).
- A. Brú; D. Casero; S. de Franciscis; M.A. Herrero (2007). «Fractal analysis and tumour growth». Mathematical and computer modelling 47. 0895-7177. (enlace roto disponible en Internet Archive; véase el historial, la primera versión y la última).
- A. Brú; C. del Fresno; A. Soares-Schanoski; S. Albertos; I. Brú; A. Porres; E. Rollán-Landeras; A. Dopazo; D. Casero; V. Gómez-Piña; L. García; F. Arnalich; R. Álvarez; A. Rodríguez-Rojas; P. Fuentes-Prior and E. López-Collazo (2007). «Position-dependent expression of GADD45α in rat brain tumours». Medical Oncology 24 (4). p.436-444.
- J. C. Souto, L. Vila, A. Brú (Dec 2009). «Polymorphonuclear neutrophils and cancer: Intense and sustained neutrophilia as a treatment against solid tumors.». Medicinal Research Reviews 31. 10.1002/med.20185.
- A. Brú, J.C. Souto, S. Alcolea, R. Antón, A. Remacha, M. Camacho, M. Soler, I. Brú, A. Porres, and L. Vila (2009). «Tumour Cell Lines HT-29 and FaDu Produce Proinflammatory Cytokines and Activate Neutrophils In Vitro: Possible Applications for Neutrophil-Based Antitumour Treatment». Hindawi, Mediators of Inflammation. 2009 (2009). (817498). 10.1155(open access)..
- A. Brú, P.J. Cardona (2010). «Mathematical Modeling of Tuberculosis Bacillary Counts and Cellular Populations in the Organs of Infected Mice». PLoS ONE 5 (9). e12985 (open access)..
- A.Brú, E.Alós, J.C.Nuño M.Fernández de Dios (2014). «Scaling in complex systems: a link between the dynamics of networks and growing interfaces». Nature, Scientific Reports 4 (7550). 10.1038/srep07550 (open access)..
- A.Brú , D.Gómez-Castro, J.C.Nuño (2017). «Visibility to discern local from nonlocal dynamic processes». Physica A: Statistical Mechanics and its Applications 471 (718-723).
- Antonio Brú , David Gómez-Castro , Luis vila , Isabel Brú , Juan Carlos Souto (2018). «Study of tumor growth indicates the existence of an “immunological threshold” separating states of pro- and antitumoral peritumoral inflammation». PLOS ONE 13 (11). (open access)..
- Marthe Måløy , Frode Måløy , Rafael Lahoz-Beltrá , Juan Carlos Nuño , Antonio Brú (2018). «An extended Moran process that captures the struggle for fitness». Mathematical Biosciences 308. pag.81-104.
- A. Brú, R. Bosch, M. V. Céspedes, S. Carmona-Güedes, E. Pascual, I. Brú & J. C. Souto (2019). «Antitumoral effect of maintained neutrophilia induced by rhG-CSF in a murine model of pancreatic cancer». Scientific Reports 9 (1). 2879 (open access).

## Documentos gráficos
- Conferencia realizada el 12 de noviembre de 2008 en U.C.M. bajo el título: Matemáticas y cáncer .
- Conferencia realizada el 19 de noviembre de 2008 en U.C.M. bajo el título: Matemáticas y tuberculosis .

- Datos: Q4776477